# Рид, Эд
Эдвард Эрл Рид (англ. Edward Earl Reed, Jr.; род. 11 сентября 1978, Сент-Роз, Сент-Чарльз, Луизиана, США) — американский футболист, играющий на позиции фри сэйфти. Бывший член футбольной команды университета Майами. Был выбран командой «Балтимор Рэйвенс» в первом раунде драфта 2002 года. В 2013 году перешёл в команду НФЛ «Хьюстон Тексанс».